# Baldeggersee
Baldeggersee är en sjö i Schweiz. Den ligger i kantonen Luzern, i den centrala delen av landet. Baldeggersee ligger 460 meter över havet. Arean är 5,3 kvadratkilometer. Den sträcker sig 4,5 kilometer i nord-sydlig riktning.
Följande kommuner har del i Baldeggersee:
- Hochdorf
- Hitzkirch
- Gelfingen
- Retschwil

## Flöden
Sjöns huvudsakliga tillflöde är bäcken Ron. Avflöde är Aabach.